# Klára Melicharová
Klára Melicharová est une joueuse volley-ball tchèque, née le 24 mai 1994 à Prague. Elle mesure 1,85 m et joue au poste de réceptionneuse-attaquante. 

## Clubs
| Club                   | De        | À         |
| ---------------------- | --------- | --------- |
| SK Dansport Praha      |           | 2005-2006 |
| PVK Olymp Praha        | 2006-2007 | 2011-2012 |
| ES Le Cannet           | 2012-2013 | 2012-2013 |
| VK AGEL Prostějov      | 2013-2014 | 2013-2014 |
| TJ Sokol Frýdek-Místek | 2014-2015 | 2014-2015 |
| PVK Olymp Praha        | 2015-2016 | …         |

## Palmarès
- Coupe de République tchèque
  - Vainqueur: 2014.
- Championnat de République tchèque
  - Vainqueur : 2014.